# Wir kaufen einen Zoo
Wir kaufen einen Zoo ist ein US-amerikanisches Filmdrama aus dem Jahr 2011, das auf den Erinnerungen von Benjamin Mee basiert. Regie führte Cameron Crowe. Der Film erzählt die Geschichte der Familie Mee, die einen abbruchreifen Zoo übernimmt. Der Film feierte seine Premiere am 12. Dezember 2011 und konnte bei einem Budget von ca. 50 Millionen US-Dollar bis zum 14. März 2012 über 100 Millionen US-Dollar einspielen. In Deutschland war er seit dem 5. Mai 2012 zu sehen. In Österreich startete der Film am 3. Mai 2012 und in der Schweiz am 4. Mai 2012.
Der Film basiert auf der Geschichte des Dartmoor Zoological Park in Devon, England.

## Handlung
Der Journalist und alleinerziehende Vater Benjamin Mee lebt mit seinen beiden Kindern, der 7-jährigen Rosie und dem 14-jährigen Sohn Dylan in der Stadt. Seine Frau, die Mutter der beiden Kinder, ist vor kurzem krankheitsbedingt verstorben und Benjamin trauert noch immer sehr. Als der künstlerisch begabte Dylan nach mehreren Vergehen der Schule verwiesen wird, wünscht sich Benjamin einen Neuanfang und sucht für sich und seine Kinder ein neues Zuhause. Er besichtigt ein Haus mit riesigem Grundstück fernab des gewohnten städtischen Umfelds. Als er erfährt, dass es sich um einen privaten Zoo handelt, der sich aus immer knapper werdenden Mitteln einer Stiftung finanziert, entscheidet er sich entgegen einer ersten Reaktion für den Kauf und den Versuch, den Tierpark, auch durch den nötigen Einsatz eigener Mittel, weiterzubetreiben und für den Publikumsverkehr wiederzueröffnen. Die kleine Rosie ist von dieser Idee sofort begeistert. Dylan, der die Stadt und seine Freunde vermisst, zieht sich jedoch immer mehr zurück. Das Personal, Mee gegenüber anfangs skeptisch, lässt sich aber von seinem Optimismus und seiner Tatkraft anstecken. Das kleine Team, allen voran die idealistische Chef-Tierpflegerin Kelly Foster, die bald Gefallen an Benjamin findet, arbeitet emsig daran, das Gelände und die Gebäude auf Vordermann zu bringen – gilt es doch strenge Auflagen zu erfüllen, deren Einhaltung von dem unerbittlichen Vertreter der Staatsmacht Walter Ferris kleinlichst überprüft werden.
Als die finanziellen Mittel zur Neige gehen, sinkt auch die Moral der Angestellten, da diese fürchten, der Zoo würde wieder verkauft werden. Inzwischen freundet sich Dylan mit dem etwa gleichaltrigen Mädchen Lily an, das von Dylan vollkommen hingerissen ist, ohne dass dieser etwas davon bemerkt. Benjamin findet heraus, dass ihm seine verstorbene Frau ein Investmentportfolio hinterlassen hat. Dieser Geldsegen hebt die Motivation der Angestellten. Vor der Eröffnung gilt es eine strenge Abnahme zu bestehen und wenige Tage vor dem Eröffnungstermin droht ein schlimmes Unwetter die große Eröffnung ins Wasser fallen zu lassen.
Gerade noch rechtzeitig klart der Himmel auf, doch am Eröffnungstag lassen die Gäste auf sich warten und alle fragen sich, ob denn überhaupt jemand kommt. Benjamin, seine Kinder und die Zooangestellten finden heraus, dass ein durch das Unwetter umgefallener Baum die Zufahrtsstraße blockiert. Die dahinter wartenden Gäste wussten nicht, ob der Zoo überhaupt geöffnet hat. Kelly gesteht Benjamin ihre Liebe und beide küssen sich. Da sie mit ihren Gefühlen noch nicht umgehen kann, fassen beide den Entschluss, den Kuss am Neujahrstag zu wiederholen. Der Film endet, als Benjamin seinen Kindern die Stelle zeigt, an der er ihre Mutter zum ersten Mal gesehen und kennengelernt hat. Durch seine Erzählung wird der Moment so lebendig, dass die Kinder ihre Mutter für einen Moment spüren können.

## Soundtrack
Der isländische Musiker Jón Þór „Jónsi“ Birgisson übernahm die Komposition von Stücken für den Soundtrack. Der komplette Soundtrack umfasst viele Titel unterschiedlichster Interpreten:
- Don’t Come Around Here No More – Tom Petty & The Heartbreakers
- Do It Clean – Echo & The Bunnymen
- Airline To Heaven – Wilco
- Don’t Be Shy – Cat Stevens
- Go Do – Jónsi
- Living With The Law – Chris Whitley
- Last Medicine Dance – Mike McCready
- Buckets of Rain – Bob Dylan
- No Soy Del Valle – Quantic Presenta Flowering Inferno
- Sinking Friendships – Jónsi
- Like I Told You – Acetone
- Ashley Collective – Mike McCready
- For A Few Dollars More – The Upsetters
- Hunger Strike – Temple of the Dog
- Ævin Endar – Jónsi
- Mariachi El Bronx – Mariachi El Bronx
- Haleakala Sunset – CKsquared
- Boy Lilikoi – Jónsi
- Cinnamon Girl (Live) – Neil Young
- Holocene – Bon Iver
- Throwing Arrows – Mike McCready
- Work To Do – The Isley Brothers
- All Your Love (I Miss Loving) – Otis Rush
- I Think It’s Going To Rain Today – Randy Newman
- Hoppípolla – Sigur Rós
- Gathering Stories – Jónsi

## Der echte Zoo
Der im Film dargestellte fiktive Zoo trägt den Namen Rosemoor Wildlife Park und befindet sich in Kalifornien. Der echte Zoo heißt Dartmoor Zoological Park und befindet sich in Devon, England. Die Geschichte wurde für die amerikanische Produktion adaptiert und Veränderungen mit Genehmigung des Autors Benjamin Mee vorgenommen.
Es gibt einige Unterschiede zwischen der Handlung im Film und den tatsächlichen Geschehnissen. Beispielsweise starb Benjamins Frau Katherine erst, nachdem die Familie den Zoo gekauft hatte und eingezogen war. Im Film stirbt sie davor. Außerdem wurde im Film ein aus dem Zoo entlaufener Bär gezeigt, tatsächlich war es ein Jaguar mit dem Namen Sovereign, der entkam. Benjamins Kinder waren im echten Leben viel jünger, nämlich vier bzw. sechs Jahre alt.
Im Film war der Zoo wesentlich leichter zu kaufen. Tatsächlich benötigte Benjamin Mee im echten Leben beinahe zwei Jahre dafür. Sein erstes Angebot wurde abgelehnt mit der Begründung, dass er keine zoologische Erfahrung vorweisen konnte.
Über den echten Zoo wurde die BBC-Dokumentation Ben’s Zoo gedreht.

## Kritik
„Ein netter, kinderfreundlicher Familienspaß, der trotz einiger Längen entspannt unterhält und noch dazu auf einer wahren Geschichte beruht. Was in diesem Zusammenhang aber wohl weniger wichtig ist. […] "We Bought a Zoo" – berührend heiterer Familienfilm mit obligatorischem Liebes-Happy-End!“

„Die von einer feinen Auswahl an Rock- und Pop-Songs begleitete Chronik eines Neuanfangs wird dem Thema Tod und Vergänglichkeit zwar kaum gerecht, unterhält aber durchaus charmant als gut konturiertes Wohlfühlkino.“

„Zwar glänzt seine [Cameron Crowes] warmherzige Tragikomödie mit einem tollen Soundtrack und einem überzeugenden Matt Damon, dafür fehlt ihr der Schwung und Crowe vermittelt seine lebensbejahende Botschaft („Wenn du was aus den richtigen Gründen tust, kann dich nichts aufhalten“) ohne jegliche erzählerische Originalität.“